# Biston suppressaria
Biston suppressaria là một loài bướm đêm trong họ Geometridae.

## Hình ảnh

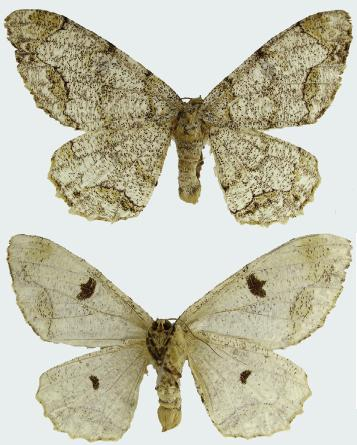
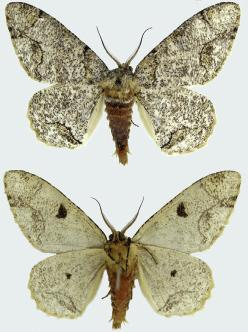
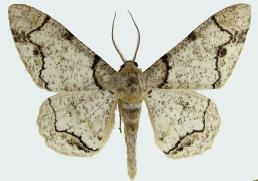
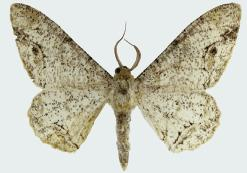